# Lipovec (gmina Ribnica)
Lipovec – wieś w Słowenii, w gminie Ribnica. W 2018 roku liczyła 148 mieszkańców.